# Peerne
Peerne war eine französische Masseneinheit (Gewichtsmaß) für Getreide.
- 2 1/2 Peerne = 1 Scheffel (Berliner) (etwa 54 bis 55 Liter)
- 10 Peerne = 1 Tonne